# Saison 2021-2022 de l'Olympique lyonnais (féminines)
Maillots
Chronologie
Saison précédente Saison suivante
La saison 2021-2022 de la section féminine de l'Olympique lyonnais est la quarante-quatrième saison consécutive du club rhodanien en première division du championnat de France depuis 1978.
Les Lyonnaises renouent avec le succès en championnat de France et en Ligue des champions après une saison blanche en 2020-2021. 
Elles réaffirment leur domination sur l'Europe en remportant leur 8e ligue des champions après une finale remporté 3-1 contre le FC Barcelone tenante du titre.

## Transferts

### Mercato d'été

#### Départs
Après la résiliation de contrat de l'attaquante portugaise Jéssica Silva, qui rejoint ensuite la franchise de NWSL de Kansas City et le départ de la milieu de terrain japonaise Saki Kumagai, en fin de contrat, pour le Bayern Munich, une vague de départs en prêts pour l'OL Reign est annoncée, concernant la gardienne Sarah Bouhaddi, la milieu de terrain Dzsenifer Marozsán et l'attaquante Eugénie Le Sommer,. Après un an au club, la latérale Sakina Karchaoui ne prolonge pas non plus son contrat et rejoint le Paris Saint-Germain, où elle évolue notamment avec la latérale gauche formée à l'OL Estelle Cascarino. La meilleure buteuse de la saison 2020-2021, l'Anglaise Nikita Parris, est transférée à Arsenal pour 80 000 €. Sa compatriote Jodie Taylor, en fin de contrat, quitte également le club. Manon Revelli, de retour d'un prêt au Servette Chênois en Suisse, est à nouveau prêtée jusqu'en juin 2022 à l'En avant de Guingamp. Assimina Maoulida, prêtée au Havre AC, reste en D1 malgré la relégation du club normand en rejoignant le GPSO 92 Issy, toujours en prêt. Lola Gallardo, barrée par la concurrence d'Endler, est transférée à l'Atlético de Madrid, d'où elle était arrivée en 2020. Troisième gardienne la saison précédente, la Finlandaise Katriina Talaslahti quitte également le club. Fin septembre, l'attaquante Vicki Becho est prêtée au Stade de Reims, où elle ne peut évoluer qu'à partir de son 18e anniversaire, le 3 octobre. Elle n'y part finalement que mi-novembre.

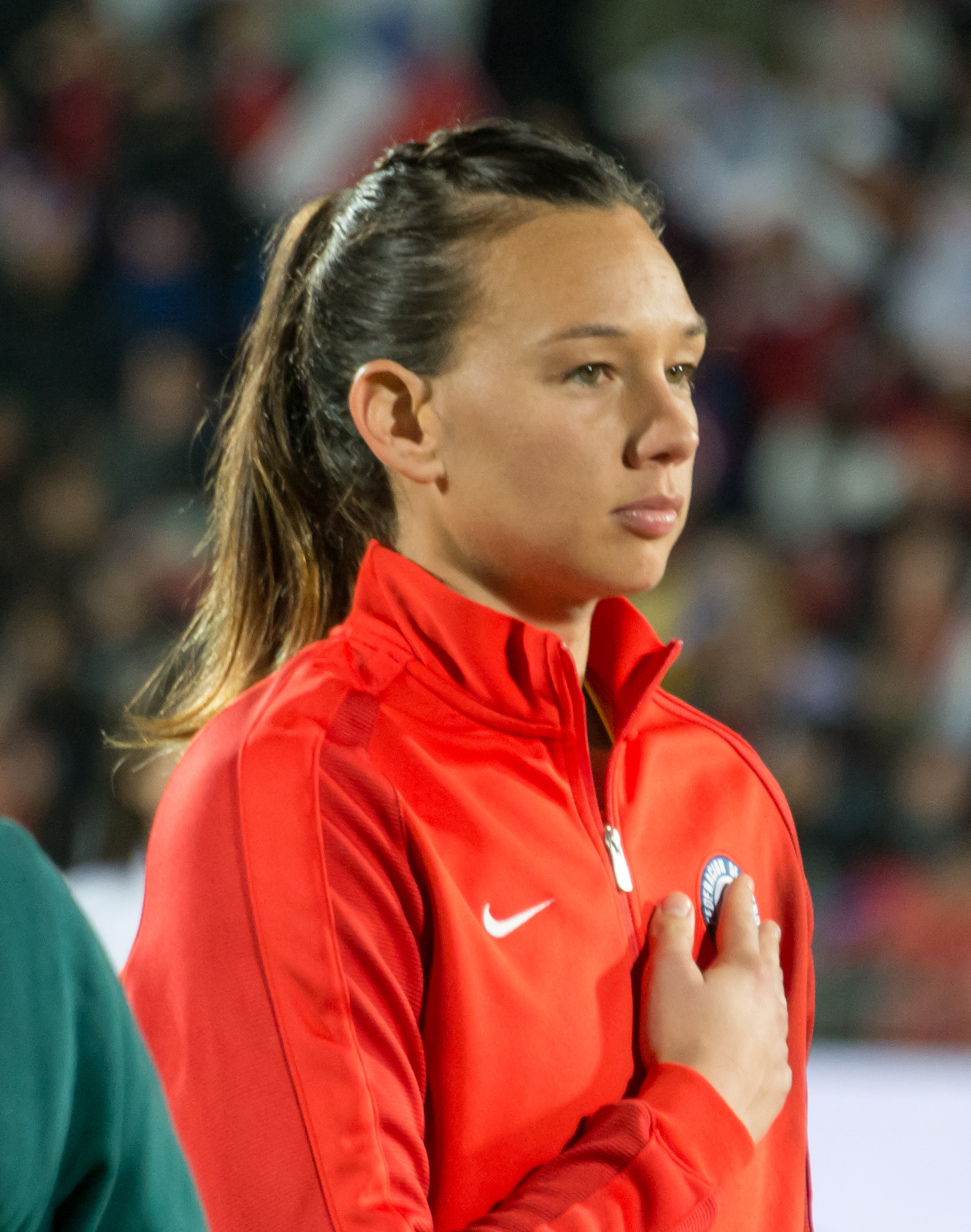
Christiane Endler en 2019 avec le maillot du Chili.

#### Arrivées
Pour compenser le départ de Kumagai, mais aussi la blessure de Damaris Egurrola et la maternité de Sara Björk Gunnarsdóttir, l'OL recrute la Néerlandaise Daniëlle van de Donk, en provenance d'Arsenal. Le club lyonnais débauche également plusieurs joueuses chez le rival parisien avec les arrivées de la gardienne chilienne Christiane Endler, de l'attaquante danoise Signe Bruun et de la latérale française Perle Morroni, qui rejoint l'OL malgré un pré-contrat signé avec le Bayern Munich. La jeune gardienne Alyssia Paljevic, issue de l'académie, signe elle son premier contrat professionnel. La jeune Franco-comorienne Yrma Mze Issa arrive elle de l'Olympique de Marseille, mais devrait peu évoluer avec les pros. L'OL recrute une nouvelle gardienne en août avec l'arrivée de la Suédoise d'Eskilstuna United Emma Holmgren.

### Mercato d'hiver

#### Départs
Sally Julini est prêtée à l'En avant Guingamp après avoir prolongé son contrat. Signe Bruun est prêtée à Manchester United pour la fin de la saison. Après seulement 22 minutes disputées avec Lyon, la défenseure internationale française Grace Kazadi est également prêtée jusqu'à juin, et rejoint le Séville FC.

#### Arrivées
Eugénie Le Sommer, Dzsenifer Marozsán et Sarah Bouhaddi sont de retour de l'OL Reign pour la deuxième partie de saison lyonnaise. Lindsey Horan, milieue internationale américaine, arrive en prêt du club rival de NWSL, les Portland Thorns, pour un an et demi.

## Matches amicaux

### Pré-saison
Les Lyonnaises reprennent l'entraînement le 15 juillet, marqué notamment par les reprises individuelles d'Ada Hegerberg, Griedge Mbock et Damaris Egurrola. Les joueuses partent ensuite en stage à Crans-Montana du 18 au 25 juillet, qu'elles terminent par une victoire 2-0 face aux U16 masculins du FC Sion (buts d'Henry et Laurent), avant de rencontrer le SC Fribourg à domicile le 31 juillet. Avec de nombreuses joueuses de l'équipe U19 et les nouvelles recrues Morroni et Bruun, les Fenottes dominent les Allemandes 2-0 (buts de Cayman et Henry).
L'Olympique lyonnais dispute ensuite l'AMOS Women's French Cup, un tournoi amical organisé à Toulouse du 4 au 6 août. Les Lyonnaises affrontent d'abord le Bayern Munich en demi-finales le 4 août. Pas au point physiquement et avec une équipe toujours largement remaniée, elles s'inclinent 4-2 face aux championnes d'Allemagne. Elles s'imposent ensuite largement (5-1) contre le PSG dans le match pour la 3e place.
L'OL participe ensuite à l'édition 2021 de la Women's International Champions Cup, dont elles sont les tenantes du titre, à Portland du 18 au 21 août 2021. En demi-finales, l'Olympique lyonnais arrache la victoire (3-2) face au FC Barcelone, champion d'Europe en titre, avec des buts de Majri, Henry et Malard. Lyon rejoint les Thorns de Portland en finale. Face au leader de NWSL, les Fenottes encaissent un but en toute fin de match sur un exploit individuel, et perdent donc sur la plus petite des marges.

## Championnat de France
La Division 1 2021-2022 est la quarante-huitième édition du championnat de France féminin de football et la vingtième sous l'appellation « Division 1 ». La division oppose douze clubs en une série de vingt-deux rencontres. Les trois meilleurs de ce championnat se qualifient pour la Ligue des champions.

### Journées 1 à 6
L'OL commence sa saison avec la réception du Stade de Reims. Après une entame réussie et deux buts précoces, l'efficacité fait défaut aux Fenottes, jusqu'à un but tardif de Bacha. Lyon s'impose facilement et est troisième à la différence de buts.
La saison se poursuit avec le derby contre Saint-Étienne, le premier depuis le 2 avril 2017, grâce au retour des Stéphanoises en première division. L'OL domine largement la rencontre, à domicile, notamment grâce à des belles performances de Majri et Egurrola, et s'impose facilement 6-0, prenant les commandes du championnat par la même occasion.
Les Lyonnaises reçoivent ensuite le Dijon FCO pour un match initialement prévu en Bourgogne. Grâce à un triplé de Signe Bruun, un doublé de Macario et une réalisation de Malard, les Fenottes étrillent les Dijonnaises.
Pour son 4e match à domicile en autant de journées, l'OL accueille l'En avant Guingamp. Dans un match marqué par le retour de Griedge Mbock, blessée depuis 19 mois, les Lyonnaises prennent facilement la mesure des Armoricaines et l'emportent 4-0.
Le premier déplacement de la saison est un match périlleux face à Bordeaux, un des outsiders du championnat. Le match commence à toute vitesse avec l'ouverture du score dès la 3e minute pour les Girondines et une égalisation quatre minutes plus tard signée Macario. L'Américaine se transforme en passeuse pour permettre Amel Majri de doubler le score. Aux alentours de la 70e minute de jeu, l'arbitre oublie un penalty pour une main de Mbock avant d'en accorder un pour une faute de Berkely, transformé justement par Mbock. Les Fenottes enfoncent le clou en fin de match par Egurrola pour revenir avec une cinquième victoire consécutive.

L'OL enchaîne avec la réception de Montpellier et l'emporte facilement 5 buts à 0 dans un match marqué par un but en solitaire de Selma Bacha et le premier but sous le maillot lyonnais de Sally Julini.

### Journées 7 à 11
Les Lyonnaises se déplacent à Soyaux pour la 7e journée. Lyon ouvre le score rapidement mais encaisse son deuxième but de la saison dans la foulée. Le reste de la partie est plus tranquille pour les Fenottes qui s'imposent finalement 6-1 avec notamment quatre passes décisives d'Amandine Henry. Au moment d'accueillir le Paris Saint-Germain, l'OL compte donc le même nombre de points et une différence de buts favorable.
Les Lyonnaises abordent ce choc plus sereinement que les Parisiennes, marquées par l'affaire de l'agression de Kheira Hamraoui. Sur le terrain, la défense parisienne est vite dépassée par les Fenottes, qui ouvrent le score à la 15e minute sur penalty, doublent la mise 3 minutes plus tard, puis provoquent l'exclusion d'Ashley Lawrence. L'OL mène 2-0 à la pause, et continue son festival offensif en deuxième période avec notamment les deux premiers buts d'Ada Hegerberg depuis son retour de blessure. Amanda Ilestedt sauve l'honneur du PSG, qui s'incline 6-1 à Lyon.
Lors de la 9e journée, les Fenottes se déplacent sur la pelouse du GPSO 92 Issy. Mises à l'abri par deux buts dans les dix premières minutes, les Lyonnaises s'imposent facilement 0-4.
Face au FC Fleury, qui pointe à une belle 4e place en championnat, le début de match est compliqué, avec une grosse occasion pour les Franciliennes et la blessure de Malard. Mais sa remplaçante, Cayman, débloque rapidement la partie avec une passe décisive et un but. Les Lyonnaises déroulent ensuite et l'emportent 4-0.
L'OL enchaîne avec un choc face au 3e du classement, le Paris FC. Les Parisiennes sont entreprenantes et bousculent les Lyonnaises, qui finissent malgré tout par ouvrir le score grâce à un but en solo de Cascarino. Hegerberg double la mise mais Greboval réduit l'écart juste avant la pause. Lors de la deuxième mi-temps, Paris pousse pour égaliser mais les Fenottes gèrent la partie et conservent leur but d'avance. À l'issue de la phase aller, l'OL est installé à la première place du championnat avec 11 victoires en autant de matches.

### Journées 12 à 17
Le premier match de la phase retour du championnat, face à l'ASJ Soyaux, est reporté à cause de sept cas de Covid-19 dans l'effectif charentais.
L'OL reprend donc le championnat sur la pelouse de Montpellier. Handicapées par de nombreuses blessures, les Fenottes se présentent avec un 3-4-3 inhabituel. Malgré une ouverture du score précoce par Mbock, Petermann égalise une première fois, puis une deuxième fois sur penalty avant la pause. La deuxième mi-temps est compliquée et le match se dirige vers un nul, avant un but sur corner dans les dernières minutes qui permet à Lyon de garder son avance sur Paris au classement.
L'OL enchaîne alors sur une courte victoire contre Bordeaux, sur un but de Malard. Le match sera marqué par l'expulsion de Le Sommer à la 56e, laissant ses coéquipières à 10 pendant plus de 30 minutes. L'OL reprend sa marche en avant contre Soyaux, avec une victoire nette 8-0, grâce notamment à une grande performance d'Hegerberg, auteure d'un triplé et d'une passe décisive, au terme d'un match des plus complets.
L'OL entame une série de trois matchs à l'extérieur par un déplacement au Stade de Reims, les lyonnaise ouvre le score sur un nouveau but de Malard à la 61e minute après un tir dévié par la défense Rémoise, Wendie Renard aggrave le score sur un corner dans les dernière minutes de jeu.
Au cours du derby chez les promues Stéphanoises, les Fenottes sont menés au score à la 73e minute à la suite d'un but d'Uffren. 6 minutes plus tard les Fenottes réagissent sur un but de Malard servi par un centre d'Hegerberg. L'OL concède ici son premier point de la saison.
Les Lyonnaises s'imposent sans trembler 3-0 face aux Dijonnaises notamment grâce à un doublé de Macario.

### Classement
| Rang | Équipe                 | Pts | J  | G  | N | P  | Bp | Bc | Diff | Qualification ou relégation                                                    |
| ---- | ---------------------- | --- | -- | -- | - | -- | -- | -- | ---- | ------------------------------------------------------------------------------ |
| 1    | Olympique lyonnais (C) | 64  | 22 | 21 | 1 | 0  | 79 | 8  | +71  | Qualification pour la phase de groupes de la Ligue des champions               |
| 2    | Paris Saint-Germain T  | 53  | 22 | 17 | 2 | 3  | 68 | 12 | +56  | Qualification pour le deuxième tour de qualification de la Ligue des champions |
| 3    | Paris FC               | 50  | 22 | 16 | 2 | 4  | 49 | 21 | +28  | Qualification pour le premier tour de qualification de la Ligue des champions  |
| 4    | FC Fleury 91           | 43  | 22 | 14 | 1 | 7  | 36 | 26 | +10  |                                                                                |
| 5    | Montpellier Hérault SC | 35  | 22 | 11 | 2 | 9  | 38 | 25 | +13  |                                                                                |
| 6    | Girondins de Bordeaux  | 35  | 22 | 11 | 2 | 9  | 38 | 29 | +9   |                                                                                |
| 7    | Stade de Reims         | 33  | 22 | 10 | 3 | 9  | 29 | 38 | −9   |                                                                                |
| 8    | EA Guingamp            | 17  | 22 | 4  | 5 | 13 | 23 | 57 | −34  |                                                                                |
| 9    | ASJ Soyaux Charente    | 16  | 22 | 5  | 1 | 16 | 18 | 55 | −37  |                                                                                |
| 10   | Dijon FCO              | 15  | 22 | 3  | 6 | 13 | 13 | 45 | −32  |                                                                                |
| 11   | GPSO 92 Issy (R)       | 13  | 22 | 4  | 1 | 17 | 19 | 57 | −38  | Relégation en Division 2                                                       |
| 12   | AS Saint-Étienne P (R) | 7   | 22 | 1  | 4 | 17 | 17 | 54 | −37  | Relégation en Division 2                                                       |

### Évolution du classement
Leader du championnat

Évolution du classement et des résultats
| Journée  | 1 | 2 | 3 | 4 | 5 | 6 | 7 | 8 | 9 | 10 | 11 | 12 | 13 | 14 | 15 | 16 | 17 | 18 | 19 | 20 | 21 | 22 | Journées en tête |
| -------- | - | - | - | - | - | - | - | - | - | -- | -- | -- | -- | -- | -- | -- | -- | -- | -- | -- | -- | -- | ---------------- |
| Rang     | 3 | 1 | 1 | 1 | 1 | 1 | 1 | 1 | 1 | 1  | 1  | 1  | 1  | 1  | 1  | 1  | 1  | 1  | 1  | 1  | 1  | 1  | 21               |
| Résultat | V | V | V | V | V | V | V | V | V | V  | V  | V  | V  | V  | V  | N  | V  | V  | V  | V  | V  | V  | —                |

## Coupe de France
La Coupe de France 2021-2022 est la 21e édition de la Coupe de France féminine de football, une compétition à élimination directe mettant aux prises tous les clubs de football amateurs et professionnels à travers la France métropolitaine et les DOM-TOM. Elle est organisée par la FFF et ses ligues régionales. L'OL jouant en Division 1, il démarre aux seizièmes de finale.
Pour son premier match dans la compétition, Lyon se déplace sur le terrain des Girondins de Bordeaux. L'opposition est relevée sur le papier, mais les Bordelaises sont durement touchées par les blessures et le Covid-19 et ne présentent que trois remplaçantes, dont la gardienne Mylène Chavas qui entre sur le terrain au poste d'attaquante. Les Lyonnaises prennent rapidement le match en main et mènent 4-0 à la pause, puis gèrent leur avantage en deuxième période. Ce match est aussi l'occasion pour Dzsenifer Marozsán et Eugénie Le Sommer de faire leur retour avec l'OL après six mois de prêt aux États-Unis.

Le tirage est encore plus compliqué au tour suivant, avec un déplacement sur la pelouse du Paris SG. Les Lyonnaises se présentent diminuées face aux Parisiennes, avec notamment de nombreuses absences au milieu de terrain (Henry, van de Donk, Egurrola, Gunnarsdóttir, Majri). Endler sort sur blessure juste avant la mi-temps, remplacée par Holmgren. Les Fenottes sont dépassées par l'attaque parisienne et encaissent trois buts en deuxième période. C'est la première fois que l'OL n'atteint pas les quarts de finale depuis la création de la compétition.

## Coupe d'Europe

### Tour de qualifications
La Ligue des champions 2021-2022 est la 21e édition de la Ligue des champions féminine de l'UEFA, la compétition inter-clubs européenne de football féminin. Elle est divisée en deux phases, une phase de qualification pour certaines équipes, et une phase finale avec les principales équipes et celles qualifiées précédemment. L'Olympique lyonnais étant vice-championnes de France 2020-2021, pays alors à la première place du coefficient UEFA, le club démarre au deuxième tour de qualifications.
Le tirage au sort a lieu le 22 août 2021 à Istanbul et désigne comme adversaire de l'OL le Levante UD, troisième du dernier championnat d'Espagne et qualifié après avoir éliminé le Celtic Glasgow et Rosenborg. Lors du match aller, qui se joue à Valence, les Lyonnaises peinent en première mi-temps, contrariées par un pressing agressif des Granotes et des décisions arbitrales contestables. Les Fenottes maîtrisent mieux la deuxième période mais doivent attendre la 80e minute pour prendre l'avantage, et encaissent un but en fin de match.

Le match retour se déroule avec un scénario similaire, avec un score nul à la mi-temps et une victoire 2-1 au coup de sifflet final. Les Espagnoles hachent le jeu en commettant énormément de fautes, en récoltant sept cartons jaunes, avant que Majri ne débloque la partie par un but sur coup franc et une passe décisive pour Macario. L'OL s'impose et se qualifie pour la phase de groupes.

### Phase de groupes
L'OL, placé dans le 2e chapeau au moment du tirage au sort, hérite du groupe D, en compagnie du Bayern Munich, du BK Häcken et du Benfica Lisbonne, respectivement champions en titre allemands, suédois et portugais.
Les Lyonnaises débutent leur phase de groupes par un déplacement à Göteborg, chez le BK Häcken. Les Fenottes maîtrisent leur match en ouvrant le score dès la 10e minute pour s'imposer facilement 3-0 et prendre la tête de leur groupe. La rencontre est marquée par le retour sur les terrains d'Ada Hegerberg, après 21 mois d'absence.
Pour son deuxième match, l'OL reçoit le Benfica Lisbonne au Parc OL. Les Lyonnaises remportent la rencontre aisément 5-0 avec notamment un doublé de Kadeisha Buchanan.
Lyon aborde ensuite sa double confrontation avec le Bayern Munich, décisive pour la première place du groupe. Lors du match aller, les Fenottes reçoivent les Bavaroises. Au Parc OL, ce sont les Allemandes qui ouvrent le score, contre le cours du jeu. En deuxième période, les Lyonnaises renversent le match par Cayman et Henry, pour s'imposer 2-1 et prendre 5 points d'avance sur le Bayern.
Le match retour à Munich est très fermé, aucune équipe n'arrivant à percer la défense adverse jusqu'à une tête de l'ancienne lyonnaise Saki Kumagai sur corner. La Japonaise marque l'unique but de la rencontre et permet aux Bavaroises de revenir à deux points de Lyon au classement. Les Fenottes mettent fin à une série de 29 matches en ayant marqué au moins un but en coupe d'Europe.
L'OL doit ensuite se déplacer à Lisbonne, où le Benfica a tenu en échec le Bayern lors de la 1re journée (0-0). Un démarrage sur les chapeaux de roues avec un but d'Hegerberg dès la 1re minute permet aux Lyonnaises de dominer largement la rencontre et de s'imposer 5-0.
Lors de la dernière journée, face au BK Häcken, la première mi-temps est compliquée pour les Lyonnaises, qui rentrent aux vestiaires avec un petit but d'avance sur une réalisation chanceuse de Macario. Mais une deuxième période plus dominatrice permet à l'OL de marquer trois autres buts, et de valider ainsi la première place du groupe D, synonyme de tête de série pour le tirage des quarts de finale.
| Rang | Équipe             | Pts | J | G | N | P | Bp | Bc | Diff |  | Résultats (▼ dom., ► ext.) |     |     |     |     |
| ---- | ------------------ | --- | - | - | - | - | -- | -- | ---- |  | -------------------------- | --- | --- | --- | --- |
| 1    | Olympique lyonnais | 15  | 6 | 5 | 0 | 1 | 19 | 2  | +17  |  | Olympique lyonnais         |     | 2-1 | 5-0 | 4-0 |
| 2    | Bayern Munich      | 13  | 6 | 4 | 1 | 1 | 15 | 3  | +12  |  | Bayern Munich              | 1-0 |     | 4-0 | 4-0 |
| 3    | Benfica Lisbonne   | 4   | 6 | 1 | 1 | 4 | 2  | 16 | -14  |  | Benfica Lisbonne           | 0-5 | 0-0 |     | 0-1 |
| 4    | BK Häcken          | 3   | 6 | 1 | 0 | 5 | 3  | 18 | -15  |  | BK Häcken                  | 0-3 | 1-5 | 1-2 |     |

### Phase à élimination directe

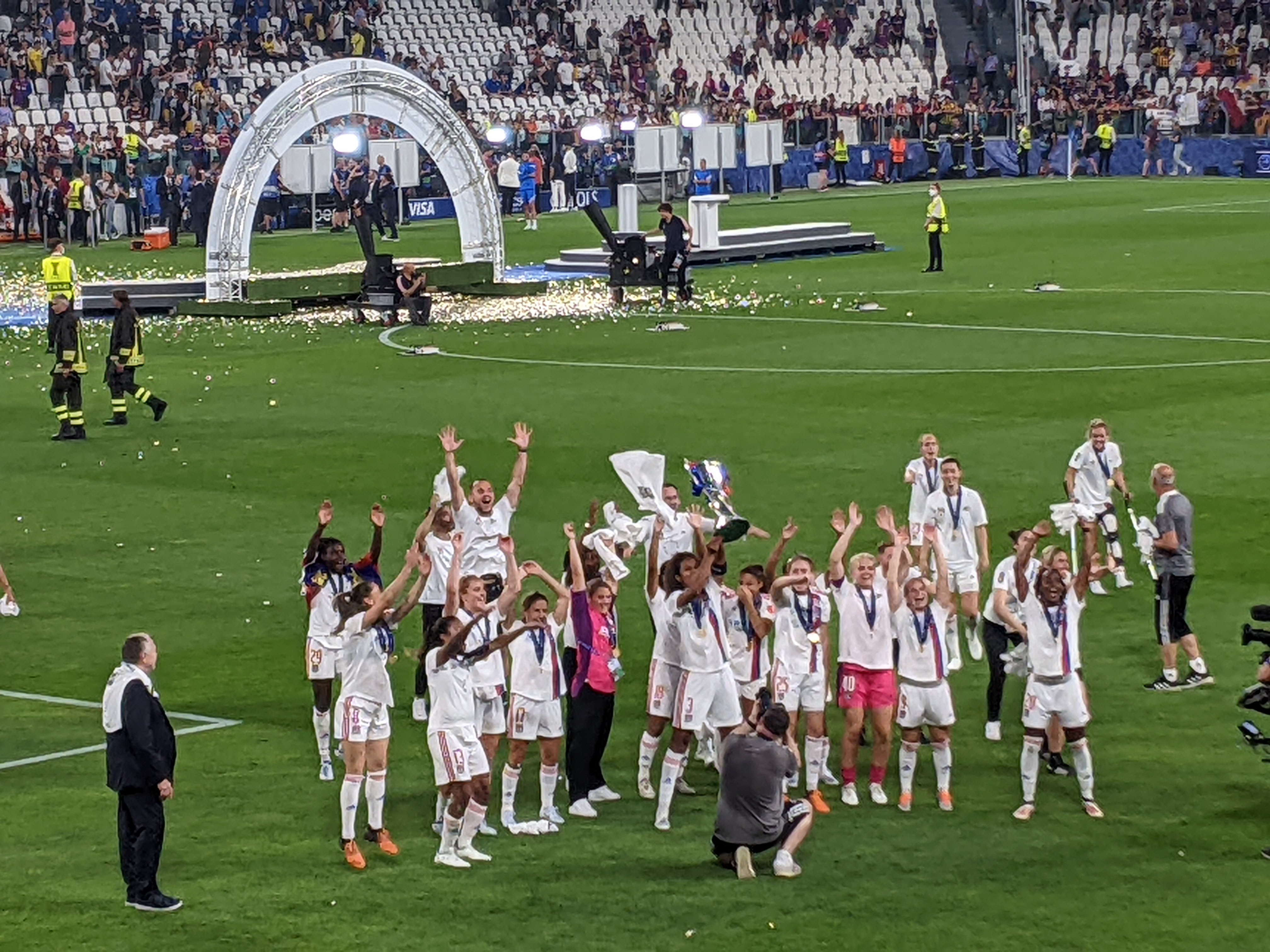
Les Lyonnaises célébrant leur titre au Juventus Stadium.

Lors du tirage au sort effectué le 20 décembre, les Lyonnaises sont opposées à la Juventus, championne d'Italie en titre, qui a terminé deuxième du groupe A derrière Wolfsburg mais devant Chelsea. L'OL avait dominé le club turinois la saison précédente en seizièmes de finale (3-2, 3-0). 
Après la victoire des lyonnaises, elles retrouvent leurs rivales en championnat, le PSG, club qui les avait éliminés l'an dernier (0-1, 2-1).
 Les Fenoottes retrouvent les tenantes du titre le FC Barcelone en finale.

L'OL remporte sa huitième Ligue des champions féminine de l'UEFA et réaffirme sa suprématie sur l’Europe au terme d'une finale dominé face au FC Barcelone.

## Bilan
| Compétition         | Domicile | Domicile | Domicile | Domicile | Domicile | Domicile | Extérieur | Extérieur | Extérieur | Extérieur | Extérieur | Extérieur | Total | Total | Total | Total | Total | Total | Total |
| Compétition         | J        | G        | N        | P        | Bp       | Bc       | J         | G         | N         | P         | Bp        | Bc        | J     | G     | N     | P     | Bp    | Bc    | Diff  |
| ------------------- | -------- | -------- | -------- | -------- | -------- | -------- | --------- | --------- | --------- | --------- | --------- | --------- | ----- | ----- | ----- | ----- | ----- | ----- | ----- |
| Championnat         | 11       | 11       | 0        | 0        | 49       | 1        | 11        | 10        | 1         | 0         | 30        | 7         | 22    | 21    | 1     | 0     | 79    | 8     | +71   |
| Coupe de France     | 0        | 0        | 0        | 0        | 0        | 0        | 2         | 1         | 0         | 1         | 4         | 3         | 2     | 1     | 0     | 1     | 4     | 3     | +1    |
| Ligue des champions | 6        | 6        | 0        | 0        | 19       | 5        | 7         | 5         | 0         | 2         | 16        | 6         | 13    | 11    | 0     | 2     | 35    | 11    | +24   |
| Total               | 17       | 17       | 0        | 0        | 68       | 6        | 20        | 16        | 1         | 3         | 50        | 16        | 37    | 33    | 1     | 3     | 118   | 22    | +96   |

## Statistiques individuelles
,,.
| Nb.                 | Joueuse              | Total | Championnat | Coupe de France | Ligue des champions |
| 1.                  | Catarina Macario     | 23    | 14          | 0               | 9                   |
| 2.                  | Ada Hegerberg        | 17    | 10          | 1               | 6                   |
| 2.                  | Melvine Malard       | 17    | 13          | 0               | 4                   |
| 4.                  | Signe Bruun          | 7     | 6           | 0               | 1                   |
| 4.                  | Griedge Mbock        | 7     | 6           | 0               | 1                   |
| 4.                  | Wendie Renard        | 7     | 2           | 2               | 3                   |
| 7.                  | Janice Cayman        | 4     | 2           | 0               | 2                   |
| 7.                  | Daniëlle van de Donk | 4     | 3           | 0               | 1                   |
| 7.                  | Amandine Henry       | 4     | 1           | 0               | 3                   |
| 7.                  | Delphine Cascarino   | 4     | 4           | 0               | 0                   |
| 11.                 | Selma Bacha          | 3     | 3           | 0               | 0                   |
| 11.                 | Kadeisha Buchanan    | 3     | 1           | 0               | 2                   |
| 11.                 | Damaris Egurrola     | 3     | 3           | 0               | 0                   |
| 11.                 | Amel Majri           | 3     | 2           | 0               | 1                   |
| 15.                 | Emelyne Laurent      | 2     | 2           | 0               | 0                   |
| 15.                 | Perle Morroni        | 2     | 1           | 0               | 1                   |
| 15.                 | Eugénie Le Sommer    | 2     | 2           | 0               | 0                   |
| 18.                 | Sally Julini         | 1     | 1           | 0               | 0                   |
| 18.                 | Dzsenifer Marozsán   | 1     | 0           | 1               | 0                   |
| 18.                 | Inès Benyahia        | 1     | 1           | 0               | 0                   |
| But contre son camp | But contre son camp  | 4     | 3           | 0               | 1                   |
| Total Général       | Total Général        | 119   | 80          | 4               | 35                  |

| Nb.           | Joueuse              | Total | Championnat | Coupe de France | Ligue des champions |
| 1.            | Selma Bacha          | 18    | 9           | 1               | 8                   |
| 2.            | Ada Hegerberg        | 8     | 5           | 0               | 3                   |
| 2.            | Delphine Cascarino   | 8     | 4           | 1               | 3                   |
| 4.            | Catarina Macario     | 7     | 5           | 0               | 2                   |
| 5.            | Melvine Malard       | 6     | 2           | 0               | 4                   |
| 5.            | Ellie Carpenter      | 6     | 6           | 0               | 0                   |
| 5.            | Amandine Henry       | 6     | 6           | 0               | 0                   |
| 8.            | Amel Majri           | 5     | 3           | 0               | 2                   |
| 9             | Perle Morroni        | 4     | 4           | 0               | 0                   |
| 9             | Daniëlle van de Donk | 4     | 2           | 0               | 2                   |
| 11.           | Janice Cayman        | 3     | 3           | 0               | 0                   |
| 11.           | Emelyne Laurent      | 3     | 3           | 0               | 0                   |
| 13.           | Kadeisha Buchanan    | 1     | 1           | 0               | 0                   |
| 13.           | Damaris Egurrola     | 1     | 1           | 0               | 0                   |
| 13.           | Dzsenifer Marozsán   | 1     | 1           | 0               | 0                   |
| Total Général | Total Général        | 81    | 55          | 2               | 24                  |

| Joueuse            | Jaunes | Deuxièmes jaunes | Rouges directs |
| Selma Bacha        | 6      | 1                |                |
| Kadeisha Buchanan  | 5      |                  |                |
| Ellie Carpenter    | 5      |                  | 1              |
| Delphine Cascarino | 2      |                  |                |
| Damaris Egurrola   | 7      |                  |                |
| Amandine Henry     | 3      |                  |                |
| Eugénie Le Sommer  | 2      | 1                |                |
| Emelyne Laurent    | 1      |                  |                |
| Catarina Macario   | 3      |                  |                |
| Dzsenifer Marozsán | 1      |                  |                |
| Griedge Mbock      | 1      |                  |                |
| Perle Morroni      | 4      |                  |                |
| Wendie Renard      | 3      |                  |                |
| Ada Hegerberg      | 2      |                  |                |
| Laurine Baga       | 1      |                  |                |
| Lindsey Horan      | 1      |                  |                |
| Total Général      | 47     | 2                | 1              |